# Cheick Tioté
Cheick Ismaël Tioté (Yamoussoukro, 21 juni 1986 – Beijing, 5 juni 2017) was een Ivoriaans betaald voetballer die als verdedigende middenvelder speelde. Hij speelde voor RSC Anderlecht, Roda JC Kerkrade, FC Twente, Newcastle United en Beijing Enterprises. Daarnaast speelde hij 52 interlands voor het Ivoriaans voetbalelftal, waarin hij eenmaal scoorde.

## Clubcarrière
Tioté begon in 1998 met voetballen bij FC Bibo in Ivoorkust. Hij speelde veelal verdedigende middenvelder.
In 2005 werd hij opgemerkt door scouts van RSC Anderlecht. Vanaf 2005 stond de Ivoriaan onder contract bij de club uit Brussel. Tioté speelde meestal bij de Anderlechtse reserves, maar kreeg twee kansen om zich te tonen op het hoogste niveau. In de bekerwedstrijd tegen Verbroedering Geel kon hij niet voorkomen dat RSC Anderlecht in eigen huis werd uitgeschakeld, nadat de wedstrijd in 0-0 was geëindigd en in de penaltyserie ook Tioté gemist had. In de Champions League speelde hij tegen Real Betis.
In het seizoen 2007/08 werd Tioté verhuurd aan het Nederlandse Roda JC. Daar behaalde hij onder andere de bekerfinale met Roda. Roda JC wilde Tioté definitief overnemen van RSC Anderlecht maar kon niet aan de vraagprijs, van naar verluidt €2,5 miljoen, voldoen. FC Twente mengde zich echter in de markt en kwam tot overeenstemming met de club en de dan 21-jarige speler. Hij tekende een contract voor vier seizoenen met een optie voor nog een extra seizoen.
Vanaf het seizoen 2008/09 kwam Tioté uit voor FC Twente. Hoewel hij regelmatig wedstrijden speelde, was hij niet zeker van een basisplaats. In zijn eerste seizoen bij Twente wisselde hij onder trainer Steve McLaren de plaats naar Wout Brama en Kenneth Pérez af met Theo Janssen. In zijn tweede seizoen werd hij veelal gebruikt als stand-in voor Kenneth Pérez. Tioté werd in dit seizoen wel landskampioen met de club en won een paar maanden later ook de Johan Cruijff Schaal.
Tegen het einde van de transferperiode in de zomer van 2010 bereikte FC Twente met Newcastle United een overeenkomst voor een overgang. De overgang werd reeds bekend in afwachting van de in Engeland benodigde werkvergunning. De transfersom die met de overgang gemoeid was, lag om en nabij de 2,5 miljoen euro. Wel bedong de club een doorverkooppercentage van 20%. Tioté groeide bij Newcastle United uit tot een van de populairste spelers. Er werd gesproken over een transfer naar clubs als Manchester City FC en Chelsea FC. Met name een transfer naar Arsenal FC of Spartak Moskou leken concreet, maar tot een overgang kwam het niet. Dit had mede te maken met het grote aantal gele kaarten dat hij pakte en zijn gedrag buiten het veld. Zo werd hij in 2013 veroordeeld voor het rijden met een vals Belgisch rijbewijs en werd zijn liefdesleven, hij zou poligamist zijn, onderwerp van de Engelse roddelbladen.
In 2016 degradeerde Newcastle en moest de selectie op de schop. Onder andere Daryl Janmaat en Georginio Wijnaldum werden van de hand gedaan, terwijl Siem de Jong en Tim Krul elders werden gestald, om salariskosten te drukken. Ook Tioté gaf aan open te staan voor een nieuwe uitdaging, maar het lukte hem uiteindelijk niet een nieuwe club te vinden, waarna hij op een zijspoor werd gezet. Op 9 februari 2017 tekende hij in China een contract bij Beijing Enterprises Group, dat uitkwam op het tweede Chinese niveau. De club betaalde ongeveer 10,5 miljoen euro voor de Ivoriaan. Tioté speelde uiteindelijk slechts elf wedstrijden voor de club.
Op 5 juni 2017 werd Tioté tijdens een training getroffen door een hartstilstand. Hij overleed korte tijd later in het ziekenhuis. Hij werd onder grote belangstelling begraven op Williamsville, de grootste begraafplaats van Abidjan.

## Clubstatistieken

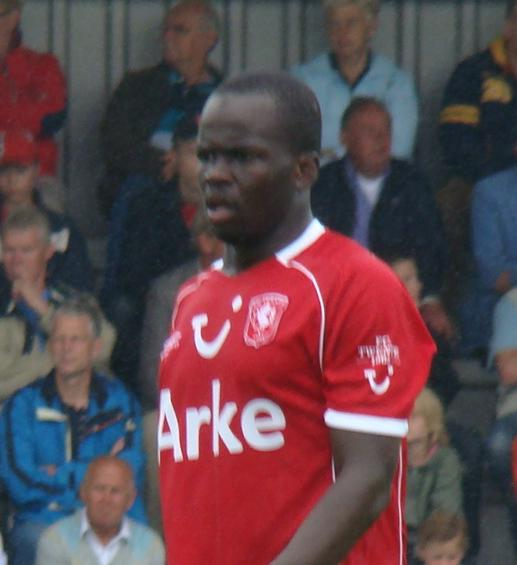
Tioté tijdens een wedstrijd van FC Twente

| Seizoen | Club                      | Competitie     | Duels | Goals |
| ------- | ------------------------- | -------------- | ----- | ----- |
| 2005/06 | RSC Anderlecht            | Eerste Klasse  | 2     | 0     |
| 2006/07 | RSC Anderlecht            | Eerste Klasse  | 2     | 0     |
| 2007/08 | → Roda JC                 | Eredivisie     | 26    | 2     |
| 2008/09 | FC Twente                 | Eredivisie     | 28    | 0     |
| 2009/10 | FC Twente                 | Eredivisie     | 28    | 1     |
| 2010/11 | FC Twente                 | Eredivisie     | 2     | 0     |
| 2010/11 | Newcastle United          | Premier League | 26    | 1     |
| 2011/12 | Newcastle United          | Premier League | 24    | 0     |
| 2012/13 | Newcastle United          | Premier League | 24    | 0     |
| 2013/14 | Newcastle United          | Premier League | 33    | 0     |
| 2014/15 | Newcastle United          | Premier League | 11    | 0     |
| 2015/16 | Newcastle United          | Premier League | 20    | 0     |
| 2016/17 | Newcastle United          | Championship   | 1     | 0     |
| 2017    | Beijing Enterprises Group | Jia League     | 11    | 0     |
| Totaal  | Totaal                    | Totaal         | 238   | 4     |

## Interlandcarrière
Tioté werd in maart 2009 voor het eerst voor zijn land opgeroepen voor de WK-kwalificatiewedstrijd tegen Malawi. Het betreft een duel in de derde ronde van de kwalificatie, waarin Ivoorkust in een poule van 4 teams is ingedeeld. Naast Malawi zitten ook Burkina Faso en Guinee in deze poule. De winnaar van de poule plaatst zich voor het wereldkampioenschap voetbal 2010. Op 12 augustus 2009 maakte hij zijn debuut voor Ivoorkust. Hij mocht invallen in een oefenduel tegen Tunesië.
Met Ivoorkust nam Tioté deel aan het Wereldkampioenschap voetbal 2010 en 2014. Ook behoorde hij tot de selectie op het Afrikaans kampioenschap voetbal 2010, 2012, 2013 en 2015. In 2015 werd hij met Ivoorkust Afrikaans kampioen, in 2012 werd hij tweede met het team.

## Erelijst
| Competitie             |            |                  |            |            |
| Competitie             | Aantal     | Jaren            |            |            |
| Anderlecht             | Anderlecht | Anderlecht       | Anderlecht | Anderlecht |
| ---------------------- | ---------- | ---------------- | ---------- | ---------- |
| Kampioen Eerste klasse | 2x         | 2005/06, 2006/07 |            |            |
| Belgische Supercup     | 2x         | 2006, 2007       |            |            |
| FC Twente              |            |                  |            |            |
| Kampioen Eredivisie    | 1x         | 2009/10          |            |            |
| Johan Cruijff Schaal   | 1x         | 2010             |            |            |
| Ivoorkust              |            |                  |            |            |
| Afrika Cup             | 1x         | 2015             |            |            |